# Le Clan Beaulieu
Les Berger
Le Clan Beaulieu est un feuilleton télévisé québécois en 156 épisodes de 25 minutes scénarisée par Marcel Cabay et diffusé entre le 4 septembre 1978 et le 26 mai 1982 sur le réseau TVA.
En France, la série a été diffusée à partir du mercredi 17 août 1988 sur La Cinq.

## Synopsis
Léon-Joseph Beaulieu est à la tête d'un vaste empire financier. En froid avec sa famille depuis quelques années, il renoue avec celle-ci après avoir été victime d'un accident d'automobile. Il retrouve donc sa sœur Laura (et son époux Wilfrid Mercier), son frère Frédéric (et son épouse Bernadette) ainsi que son autre frère Patrice, célibataire, qui fréquente Muguette Dauphin. Léon-Joseph Beaulieu veille aussi sur sa belle-fille, Ginette, veuve depuis la mort de son fils Christian.
Autour de ce noyau familial, se greffe toute une panoplie de personnages ayant des liens plus ou moins rapprochés avec les membres du « clan Beaulieu ».
Au cours de la première saison, on retrouve Léon-Joseph qui a survécu à son accident d'automobile (lors du dernier épisode du téléroman Les Berger). Diminué physiquement, il n'est pas facile d'apprendre à vivre avec les limitations pour celui qui a su résister à toutes les épreuves jusqu'à maintenant. Les Mercier sont bouleversés en apprenant que leur fille, Nathalie, fréquente un homme marié dont elle est éperdument amoureuse. Les Marsan, les domestiques de Léon-Joseph Beaulieu, vivent aussi un grand drame alors que Julia abandonne son mari aux prises avec un problème de jeu.
Au début de la deuxième saison, la jeune fille des Marsan, Martine, se marie à Marcel Ouellette. Charlemagne Ouellette profite de cette incursion dans le clan Beaulieu pour se lier d'amitié avec Léon-Joseph. Myriam, une nouvelle domestique, s'installe chez Léon et apprivoise Jérôme. Avant que la routine s'installe entre Muguette et lui, Patrice conquiert un mannequin international, Violaine Santorini, issue d'une riche famille. Son bonheur sera de courte durée alors que sa belle inconnue perd la vie de façon tragique. Il réalise que Muguette lui assurait un équilibre qu'il avait jusque-là perdu.
Dans la troisième saison, le couple formé de Frédéric et Bernadette est rudement éprouvé. Bernadette a une liaison, ce qui fait réfléchir Frédéric sur ses propres infidélités. Le départ de Jérôme permet à Bob de prendre une place inespéré au sein du clan Beaulieu ainsi que dans le cœur de Myriam. Muguette renoue avec sa sœur Jeannie, qui a un passé caché comme escorte. Finalement, un malaise cardiaque fait réfléchir Léon sur la fragilité de la vie. Geneviève, une de ses employées, réalise qu'elle tient beaucoup à son patron, peut-être même à un niveau plus intime.
Dans la dernière saison, Jeannie et Frédéric laissent tomber toutes les barrières et refont leur vie ensemble. Après la mort de Wilfrid, Laura retourne sur le marché du travail, ce qui lui permet de rencontrer des gens fort intéressants. La vie commune n'est pas de tout repos pour Geneviève et Léon qui en viennent à se déchirer et à se quitter. Se sentant vieillir, Léon prépare sa succession. Frédéric voudrait bien prendre la tête du clan Beaulieu, mais Léon semble lui préférer son neveu Bruno.

## Distribution
- Roland Chenail : Léon-Joseph Beaulieu
- Huguette Oligny : Laura Beaulieu Mercier
- Pascal Rollin : Patrice Beaulieu
- Catherine Blanche : Muguette Dauphin
- Jean Marchand : Bruno Mercier
- Patrick Peuvion : Frédéric Beaulieu
- Pierre Beaudry : Louis-Claude Lamontagne
- Marc Briand : Orlando Somers
- Jean Brousseau : Noël Cardinal
- Nicole Chalifoux : Marjo Coulombe
- Claudine Chatel : Ginette Berger Beaulieu
- Richard M. Cowan : Steve Balmi
- Erika Dany : Geneviève Sylvain
- Normand Daoust : Marcel Ouellette
- Mimi D'Estée : Mammy
- Anne-Marie Ducharme : Mme Sylvain
- Jacques Galipeau : Wilfrid Mercier
- Madeleine Gérôme : Johanne Lemaire
- Claude Grisé : Jérôme Marsan
- Lisette Guertin : Nathalie Mercier
- Ulric Guttinguer : Louis Martin-Figeac
- Léo Ilial : Anselmo Balmi
- Christine Lamer : Geneviève Beaudoin
- Jacqueline Laurent : Diane Montreuil
- Josée Leclerc : Amalia Jacinto
- Denis Mercier : Olivier Martin-Figeac
- Alain Montpetit : Bob Villeneuve
- Madeleine Pageau : Julia Marsan
- Michel Pasquier : Johnny St-Jean
- Anne Pauzé : Jeannie Dauphin
- Chantal Perrier : Diane Falardeau
- Charles Raymond : Robert Coulombe
- Yolande Roy : Mme Dauphin
- Arlette Sanders : Flora Balmi
- Lucie Saint-Cyr : Martine Marsan
- Carole Séguin : Myriam Marchand
- Anouk Simard : Jeannie Dauphin
- Mireille Thibault : Monique Tremblay
- Daniel Tremblay : Éric Beaudoin
- Mario Verdon : Jacques Durivage
- Monique Joly : Monique Dubreuil
- Claude Prégent : Jean-Pierre Morin
- Nathalie Naubert : Bernadette Beaulieu
- Danielle Roy : Violaine Santorini
- Septimiu Sever : Angelo Santorini
- Jean-Pierre Masson : Charlemagne Ouellette
- Nicole Filion : Eva Ouellette
- Jean-Pierre Cartier : Lambert Couture
- Louis Dallaire : Phil Monette
- Gérard Poirier : Manuel Dutilleux
- Marc Legault : Robert Vadnais
- Yvette Renoir : Chantal Deschênes
- Lorraine Desmarais : Christine Lambert
- Jean Fontaine : Philippe Maréchal
- Marie-Michèle Groleau : Cindy Stevens
- Ian Ireland : Mike Forrester
- André Lemieux : André Lortie
- Daniel Lesourd : Jan Vlaemick
- Marie-Josée Longchamps : Marie-France Leclerc
- Jacques Morin : Jacques Charron
- Aubert Pallascio : Robert Ladouceur
- Jérôme Thiberghien : Kankourian
- Luce Triganne : Mme Morency
- Mark Walker : John Stevens
- Gilbert Delasoie : Jean-Paul Allard
- Malou Déry : Sylvie Beaulieu
- Jocelyne France : Infirmière
- Frédéric Bérubé : Frédéric Beaudoin
- Christian Delmas : Médecin
- Sophie Faucher : Minou
- Bertrand Gagnon : Médecin
- Hélène Grégoire : Garde Charron
- Diane Hugo : Lucille Monette
- Armand Labelle : Photographe
- Jean-Denis Leclerc : Dr Serge Balmi
- Denys Paris : Charlie
- Marilène Pomerleau : Amina Beaulieu)
- Claude Sandoz : M. Lessard
- Hans Schmidt : Portier
- Sophie Stanké : Apparition
- Louise Archambault : Secrétaire
- Marguerite Blais : Voix du défilé de mode
- Ronald Gauthier : Livreur
- Diane Arcand : Patricia Beaulieu Perrier

## Fiche technique
- Scénarisation : Marcel Cabay
- Réalisation : Jean-Louis Sueur
- Décorateur: Raymond Cyr